# Roman J. Israel, Esq.
Roman J. Israel, Esq. és una pel·lícula estatunidenca escrita i dirigida per Dan Gilroy, estrenada el 2017. S'ha subtitulat al català.

## Argument
Un advocat idealista i liberal i amb vocació, Roman J. Israel (Denzel Washington) es troba al cap del gabinet d'advocats després de la mort del seu cap, una icona dels drets civils. La vida d'Israel canvia dràsticament quan descobreix que l'empresa per a la qual treballa des de fa molt de temps està barrejada en negocis foscos...quan és contractat per una empresa dirigida per un dels antics estudiants del llegendari home, l'ambiciós advocat Geoge Pierce (Colin Farrel), i comença una amistat amb una jove lluitadora per la igualtat de drets (Carmen Ejogo) una turbulenta sèrie d'esdeveniments desafien l'activisme que sempre ha definit la carrera de Roman.

## Repartiment
- Denzel Washington: Roman J. Israel
- Colin Farrell: George Pierce
- Carmen Ejogo: Maya Alston
- Amari Cheatom: Carter Johnson
- DeRon Horton: Derrell Edelbee
- Amanda Warren: Lynn Jackson
- Nazneen Contractor: Melina Massour
- Shelley Hennig: Olivia Reed
- Joseph David-Jones: Marcus Jones
- Andrew T. Lee: James Lee
- Tony Plana: Jesse Halinas
- Brittany Ishibashi: Beth
- James Paxton: Henry
- Niles Fitch: Langston Bailey
- Annie Sertich: Kate Becker
- Elisa Perry: Florence Edelbee
- Mark Totty: Troy Collins
- Hugo Armstrong: Fritz Molinar
- Sam Gilroy: Connor Novick
- Lynda Gravatt: Vernita Wells
- Tony Plana: Jesse Salines

## Premis
- 2017: Premis Oscar: Nominada a l'Oscar al millor actor (Denzel Washington)
- 2017: Globus d'Or: Nominada al Globus d'Or al millor actor dramàtic (Denzel Washington)
- 2017: Sindicat d'Actors (SAG): Nominada a millor actor (Denzel Washington)

## Crítica
- Denzel Washington està captivador (...) Ens deixa amb un personatge al que no oblidaràs fàcilment, encara que t'agradaria que la pel·lícula fos tan fascinant com ell.[3]
- Washington brilla en un estrany estudi de personatge (...) És un film confús. En part em va commoure, en part em va avorrir, en part em va desconcertar. Richard Lawson: Vanity Fair[4]
- Aquesta història angoixant i admirablement cerebral (...) té moltes qualitats positives i nobles (...) Desgraciadament, hi ha alguna cosa en el seu nucli que no funciona[5]